# Яков Зелдович
Яков Зелдович (на беларуски: Якаў Барысавіч Зяльдовіч, на руски: Яков Борисович Зельдович, роден на 8 март 1914 г. в Минск, починал на 2 декември 1987 г. в Москва) е съветски физик и физикохимик.
Играе важна роля в програмата за създаване на съветска атомна бомба (на руски: Создание советской атомной бомбы), както и за развитието на ядрените оръжия. Зелдович има големи приноси в областите адсорбция, катализата, ядрената физика, физиката на елементарните частици, астрофизиката, космологията, общата теория на относителността и изследването на ударната вълна.
Награждаван е 3 пъти със званието Герой на социалистическия труд (СССР) (1949, 1954, 1956). Лауреат е на Ленинската премия (1956) и е 4 пъти лауреат на Сталинска премия (1943, 1949, 1951, 1953).

## Биография
Роден е в Минск в религиозно еврейско семейство, което 3 месеца след раждането му се преселва в Санкт Петербург. През 1941 семейството се премества в Казан заедно с института, в който той работи и през лятото на 1943 г. Зелдович отива в Москва. През живота си Зелдович се занимава с много области на науката като се проявява като автодидакт. През май 1931 г. той става лабораторен асистент в института по химическа физика в Академията на науките на СССР. През 1936 г. разработва проблема за адсорбцията и катализата върху хетерогенни повърхности. Зелдович открива теоретичните основи на това емпирично изследване. През 1939 г. разработва своята докторска работа за окисляването на азота. Механизма на тази оксидация се нарича „Механизъм на Зелдович“ (на английски: Zeldovich mechanism). Между 1937 и 1948 г. той работи върху теорията на запалването, горенето и детонацията. От 1939 до 1940 г. той се занимава с разработкта на фундаментите на теорията на ядената верижна реакция. През 1943 г. започва работата си по съветския проект за ядрено оръжие, който е ръководен от Игор Курчатов. При това той работи заедно с Андрей Сахаров. По разработката на ядените оръжия работи до октомври 1963 г.
Игор Курчатов го нарича „Гений“, Андрей Сахаров – „Човек с универсални научни интереси“, а Стивън Хокинг му казва, че вече знае, че е реален човек, а не група от учени подобно на групата Никола Бурбаки.